# Referendum w Estonii w 1991 roku
Referendum w Estonii w 1991 roku zostało zorganizowane 3 marca 1991 roku i dotyczyło niepodległości państwa. Podmiotem inicjującym referendum była Rada Najwyższa Estońskiej Socjalistycznej Republiki Radzieckiej.

## Wyniki referendum
W referendum wzięło udział 82,86% uprawnionych do głosowania. Za niepodległością odpowiedziało się 78,41% osób które oddały głos, zaś przeciwko propozycji suwerenności było 21,59% głosujących. 
| Opcja                             | Głosy     | %    |
| --------------------------------- | --------- | ---- |
| Za                                | 737,964   | 78.4 |
| Przeciw                           | 203,199   | 21.6 |
| głosy nieważne/puste              | 6,967     | –    |
| Suma                              | 948,130   | 100  |
| Zarejestrowani/uprawnieni wyborcy | 1,144,309 | 82.9 |
| Źródło: Riigi Teataja             |           |      |